# Hội đồng Bộ trưởng Cuba khóa VII (2008–2013)
Hội đồng Bộ trưởng Cuba khóa VII được bầu tại phiên họp đầu tiên của Quốc hội Chính quyền Nhân dân diễn ra vào năm 2008.

## Thành viên
| Chức vụ                                              | Chức vụ                                                                     | Lãnh đạo                             | Lãnh đạo      | Ghi chú                                                  |
| Tiếng Việt                                           | Tiếng Tây Ban Nha                                                           | Người đứng đầu                       | Nhiệm kỳ      | Ghi chú                                                  |
| ---------------------------------------------------- | --------------------------------------------------------------------------- | ------------------------------------ | ------------- | -------------------------------------------------------- |
| Chủ tịch Hội đồng Bộ trưởng                          | Presidentes del Consejo de Ministros                                        | Raul Castro Ruz                      | 2/2008-2/2013 | Kiêm nhiệm Bí thư thứ nhất Trung ương Đảng Cộng sản Cuba |
| Phó Chủ tịch thứ nhất Hội đồng Bộ trưởng             | Primer Vicepresidente de los Consejos de Ministros                          | José Ramón Machado Ventura           | 2/2008-2/2013 | Kiêm nhiệm Bí thư thứ hai Trung ương Đảng Cộng sản Cuba  |
| Phó Chủ tịch Hội đồng Bộ trưởng                      | Vicepresidente de los Consejos de Ministros                                 | José Ramón Fernández Álvarez         | 2008-2009     |                                                          |
| Phó Chủ tịch Hội đồng Bộ trưởng                      | Vicepresidente de los Consejos de Ministros                                 | Osmany Cienfuegos Gorriarán          | 2008-2009     |                                                          |
| Phó Chủ tịch Hội đồng Bộ trưởng                      | Vicepresidente de los Consejos de Ministros                                 | Pedro Miret Prieto                   | 2008-2009     |                                                          |
| Phó Chủ tịch Hội đồng Bộ trưởng                      | Vicepresidente de los Consejos de Ministros                                 | José Luis Rodríguez García           | 2008-2009     |                                                          |
| Phó Chủ tịch Hội đồng Bộ trưởng                      | Vicepresidente de los Consejos de Ministros                                 | Otto Rivero Torres                   | 2008-2009     | Miễn nhiệm do âm mưu chống lại Chính phủ                 |
| Phó Chủ tịch Hội đồng Bộ trưởng                      | Vicepresidente de los Consejos de Ministros                                 | Ricardo Cabrisas Ruiz                | 2008-2013     |                                                          |
| Phó Chủ tịch Hội đồng Bộ trưởng                      | Vicepresidente de los Consejos de Ministros                                 | Ramiro Valdés Menéndez               | 2009-2013     |                                                          |
| Phó Chủ tịch Hội đồng Bộ trưởng                      | Vicepresidente de los Consejos de Ministros                                 | Ulises Rosales del Toro              | 2009-2013     |                                                          |
| Phó Chủ tịch Hội đồng Bộ trưởng                      | Vicepresidente de los Consejos de Ministros                                 | Jorge Luis Sierra Cruz               | 2009-2010     | Miễn nhiệm do thiếu sót trong quản lý                    |
| Phó Chủ tịch Hội đồng Bộ trưởng                      | Vicepresidente de los Consejos de Ministros                                 | Marino Alberto Murillo Jorge         | 2009-2013     |                                                          |
| Phó Chủ tịch Hội đồng Bộ trưởng                      | Vicepresidente de los Consejos de Ministros                                 | Antonio Enrique Lussón Battle        | 2010-2013     |                                                          |
| Phó Chủ tịch Hội đồng Bộ trưởng                      | Vicepresidente de los Consejos de Ministros                                 | Adel Yzquierdo Rodríguez             | 2012-2013     |                                                          |
| Phó Chủ tịch Hội đồng Bộ trưởng                      | Vicepresidente de los Consejos de Ministros                                 | Miguel Mario Díaz-Canel Bermúdez     | 2012-2013     |                                                          |
| Thư ký Hội đồng Bộ trưởng và Ủy ban Điều hành        | Secretaría del Consejo de Ministros y de su Comité Ejecutivo                | Carlos Lage Dávila                   | 2008-2009     |                                                          |
| Thư ký Hội đồng Bộ trưởng và Ủy ban Điều hành        | Secretaría del Consejo de Ministros y de su Comité Ejecutivo                | José Amado Ricardo Guerra            | 2009-2013     |                                                          |
| Bộ trưởng Bộ Nông nghiệp                             | Ministros de la Agricultura                                                 | María del Carmen Pérez               | 2008-2010     |                                                          |
| Bộ trưởng Bộ Nông nghiệp                             | Ministros de la Agricultura                                                 | Gustavo Rodríguez Rollero            | 2010-2013     |                                                          |
| Bộ trưởng Bộ Đường                                   | Ministros del Azúcar                                                        | Ulises Rosales del Toro              | 2008-2009     |                                                          |
| Bộ trưởng Bộ Đường                                   | Ministros del Azúcar                                                        | Luis Manuel Ávila Cruz               | 2009-2010     |                                                          |
| Bộ trưởng Bộ Đường                                   | Ministros del Azúcar                                                        | Orlando Celso García Ramírez         | 2010-2011     | Sáp nhập vào Bộ Nông nghiệp                              |
| Bộ trưởng Bộ Ngoại thương                            | Ministros de Comercio Exterior                                              | Raúl de la Nuez Ramírez              | 2008-2009     |                                                          |
| Bộ trưởng Bộ Ngoại thương                            | Ministros de Comercio Exterior                                              | Rodrigo Malmierca Díaz               | 2009          | Sáp nhập vào Bộ Ngoại thương và Đầu tư                   |
| Bộ trưởng Bộ Ngoại thương và Đầu tư                  | Ministros de Comercio Exterior y la Inversión Extranjera                    | Rodrigo Malmierca Diaz               | 2009-2013     |                                                          |
| Bộ trưởng Bộ Xây dựng                                | Ministros de la Construcción                                                | Fidel Fernando Figueroa de la Paz    | 2008-2010     |                                                          |
| Bộ trưởng Bộ Xây dựng                                | Ministros de la Construcción                                                | René Mesa Villafaña                  | 2010-2013     |                                                          |
| Bộ trưởng Bộ các Lực lượng Vũ trang Cách mạng        | Ministros de las Fuerzas Armadas Revolucionarias                            | Julio Casas Regueiro                 | 2008-2011     |                                                          |
| Bộ trưởng Bộ các Lực lượng Vũ trang Cách mạng        | Ministros de las Fuerzas Armadas Revolucionarias                            | Leopoldo Cintra Frías                | 2011-2013     |                                                          |
| Bộ trưởng Bộ Giáo dục                                | Ministros de Educación                                                      | Ena Elsa Velázquez Cobiella          | 2008-2013     |                                                          |
| Bộ trưởng Bộ Nội vụ                                  | Ministros del Interior                                                      | Abelardo Colomé Ibarra               | 2008-2013     |                                                          |
| Bộ trưởng Bộ Thông tin Truyền thông                  | Ministros de la Informática y las Comunicaciones                            | Ramiro Valdés Menéndez               | 2008-2010     |                                                          |
| Bộ trưởng Bộ Thông tin Truyền thông                  | Ministros de la Informática y las Comunicaciones                            | Medardo Díaz Toledo                  | 2010-2012     |                                                          |
| Bộ trưởng Bộ Thông tin Truyền thông                  | Ministros de la Informática y las Comunicaciones                            | Maimir Mesa Ramos                    | 2012-2013     |                                                          |
| Bộ trưởng Bộ Tư pháp                                 | Ministros de Justicia                                                       | María Esther Reus González           | 2008-2013     |                                                          |
| Bộ trưởng Bộ Ngoại giao                              | Ministros de Relaciones Exteriores                                          | Felipe Pérez Roque                   | 2008-2009     |                                                          |
| Bộ trưởng Bộ Ngoại giao                              | Ministros de Relaciones Exteriores                                          | Bruno Rodríguez Parrilla             | 2009-2013     |                                                          |
| Bộ trưởng Bộ Y tế công cộng                          | Ministros de Salud Pública                                                  | José Ramón Balaguer Cabrera          | 2008-2010     |                                                          |
| Bộ trưởng Bộ Y tế công cộng                          | Ministros de Salud Pública                                                  | Roberto Tomás Morales Ojeda          | 2010-2013     |                                                          |
| Bộ trưởng Bộ Giao thông                              | Ministros de Transporte                                                     | Jorge Luis Sierra Cruz               | 2008-2010     |                                                          |
| Bộ trưởng Bộ Giao thông                              | Ministros de Transporte                                                     | César Ignacio Arocha Masid           | 2010-2013     |                                                          |
| Bộ trưởng Bộ Nội thương                              | Ministros de Comercio Interior                                              | Marino Alberto Murilo Jorge          | 2008-2009     |                                                          |
| Bộ trưởng Bộ Nội thương                              | Ministros de Comercio Interior                                              | Jacinto Angulo Pardo                 | 2009-2011     |                                                          |
| Bộ trưởng Bộ Nội thương                              | Ministros de Comercio Interior                                              | Mary Blanca Ortega Barredo           | 2011-2013     |                                                          |
| Bộ trưởng Bộ Công nghiệp Thực phẩm                   | Ministros de la Industria Alimentaria                                       | Alejandro Roca Iglesias              | 2008-2009     |                                                          |
| Bộ trưởng Bộ Công nghiệp Thực phẩm                   | Ministros de la Industria Alimentaria                                       | María del Carmen Concepción González | 2009-2013     |                                                          |
| Bộ trưởng Bộ Công nghiệp Nhẹ                         | Ministros de la Industria Ligera                                            | José Silvano Hernández Bernárdez     | 2008-2010     |                                                          |
| Bộ trưởng Bộ Công nghiệp Nhẹ                         | Ministros de la Industria Ligera                                            | Damar Maceo Cruz                     | 2010-2012     | Sáp nhập vào Bộ Công nghiệp                              |
| Bộ trưởng Bộ Công nghiệp Thủy sản                    | Ministros de la Industria Pesquera                                          | Alfredo López Valdés                 | 2008-2009     | Sáp nhập vào Bộ Công nghiệp Thực phẩm                    |
| Bộ trưởng Bộ Công nghiệp Kim loại                    | Ministros de la Industria Sideromecánica                                    | Fernando Acosta Santana              | 2008-2010     |                                                          |
| Bộ trưởng Bộ Công nghiệp Kim loại                    | Ministros de la Industria Sideromecánica                                    | Salvador Pardo Cruz                  | 2010-2012     | Sáp nhập vào Bộ Công nghiệp                              |
| Bộ trưởng Bộ Công nghiệp                             | Ministros de Industria                                                      | Salvador Pardo Cruz                  | 2012-2013     |                                                          |
| Bộ trưởng Bộ Công nghiệp Cơ bản                      | Ministros de la Industria Básica                                            | Yadira García Vera                   | 2008-2010     | Miễn nhiệm do quản lý yếu kém                            |
| Bộ trưởng Bộ Công nghiệp Cơ bản                      | Ministros de la Industria Básica                                            | Alfredo López Valdés                 | 2010-2012     | Đổi tên thành Bộ Năng lượng và Khoáng sản                |
| Bộ trưởng Bộ Năng lượng và Khoáng sản                | Ministros de Energía y Minas                                                | Alfredo López Valdés                 | 2012-2013     |                                                          |
| Bộ trưởng Bộ Văn hóa                                 | Ministros de Cultura                                                        | Abel Prieto Jiménez                  | 2008-2012     |                                                          |
| Bộ trưởng Bộ Văn hóa                                 | Ministros de Cultura                                                        | Rafael Bernal Alemany                | 2012-2013     |                                                          |
| Bộ trưởng Bộ Giáo dục Đại học                        | Ministros de Educación Superior                                             | Juan Vela Valdés                     | 2008-2009     |                                                          |
| Bộ trưởng Bộ Giáo dục Đại học                        | Ministros de Educación Superior                                             | Miguel Mario Díaz-Canel Bermúdez     | 2009-2012     |                                                          |
| Bộ trưởng Bộ Giáo dục Đại học                        | Ministros de Educación Superior                                             | Rodolfo Alarcón Ortiz                | 2012-2013     |                                                          |
| Bộ trưởng, Thống đốc Ngân hàng Trung ương Cuba       | Ministro-Presidente Banco Central de Cuba                                   | Francisco Soberón Valdés             | 2008-2009     |                                                          |
| Bộ trưởng, Thống đốc Ngân hàng Trung ương Cuba       | Ministro-Presidente Banco Central de Cuba                                   | Ernasto Medina Villaveirán           | 2009-2013     |                                                          |
| Bộ trưởng Bộ Đầu tư nước ngoài và Hợp tác Kinh tế    | Ministro de la Inversión Extranjera y la Colaboración Económica             | Rodrigo Malmierca Díaz               | 2008-2009     | Sáp nhập vào Bộ Ngoại thương và Đầu tư                   |
| Bộ trưởng Bộ Kinh tế và Kế hoạch                     | Ministro de Economía y Planificación                                        | José Luis Rodríguez García           | 2008-2009     |                                                          |
| Bộ trưởng Bộ Kinh tế và Kế hoạch                     | Ministro de Economía y Planificación                                        | Marino Alberto Murillo Jorge         | 2009-2011     |                                                          |
| Bộ trưởng Bộ Kinh tế và Kế hoạch                     | Ministro de Economía y Planificación                                        | Adel Yzquierdo Rodríguez             | 2011-2013     |                                                          |
| Bộ trưởng Bộ Lao động và An sinh Xã hội              | Ministros de Trabajo y Seguridad Social                                     | Alfredo Morales Cartaya              | 2008-2009     |                                                          |
| Bộ trưởng Bộ Lao động và An sinh Xã hội              | Ministros de Trabajo y Seguridad Social                                     | Margarita Marlene González Fernández | 2009-2013     |                                                          |
| Bộ trưởng Bộ Tài chính và Giá cả                     | Ministros de Finanzas y Precios                                             | Georgina Barreiro Fajardo            | 2008-2009     |                                                          |
| Bộ trưởng Bộ Tài chính và Giá cả                     | Ministros de Finanzas y Precios                                             | Lina Pedraza Rodríguez               | 2009-2013     |                                                          |
| Bộ trưởng Bộ Khoa học, Công nghệ và Môi trường       | Ministros de Ciencia, Tecnología y Medio Ambiente                           | Fernando González Bermúdez           | 2008-2009     |                                                          |
| Bộ trưởng Bộ Khoa học, Công nghệ và Môi trường       | Ministros de Ciencia, Tecnología y Medio Ambiente                           | José Manuel Miyar Barruecos          | 2009-2012     |                                                          |
| Bộ trưởng Bộ Khoa học, Công nghệ và Môi trường       | Ministros de Ciencia, Tecnología y Medio Ambiente                           | Elba Rosa Pérez Montoya              | 2012-2013     |                                                          |
| Bộ trưởng Bộ Du lịch                                 | Ministros de Turismo                                                        | Manuel Marrero Cruz                  | 2008-2013     |                                                          |
| Chủ tịch Viện Thể thao, Thể dục và Giải trí Quốc gia | Presidente de Instituto Nacional de Deportes, Educación Física y Recreación | Julio Christian Jiménez Molina       | 2008-2013     |                                                          |
| Chủ tịch Viện Radio và Truyền hình Cuba              | Presidente de Instituto Cubano de Radio y Televisión                        | Ernesto López Domínguez              | 2008-2009     |                                                          |
| Chủ tịch Viện Radio và Truyền hình Cuba              | Presidente de Instituto Cubano de Radio y Televisión                        | Danylo Sirio López                   | 2009-2013     |                                                          |
| Chủ tịch Viện Hàng không Dân dụng Quốc gia Cuba      | Presidente de Instituto de Aeronáutica Civil de Cuba                        | Rogelio Acevedo González             | 2008-2010     |                                                          |
| Chủ tịch Viện Hàng không Dân dụng Quốc gia Cuba      | Presidente de Instituto de Aeronáutica Civil de Cuba                        | Ramón Martínez Echevarría            | 2010-2012     | Sáp nhập vào Bộ Giao thông                               |
| Chủ tịch Viện Thủy lợi Quốc gia                      | Presidente de Instituto Nacional de Recursos Hidráulicos                    | Inés María Chapman Waugh             | 2011-2013     | Viện tái thành lập                                       |